# آرماندو دیاز
آرماندو دیاز (۵ دسامبر، ۱۸۶۱ – ۲۸ فوریه، ۱۹۲۸) ژنرال اسپانیایی‌تبار ارتش ایتالیا بود.
او در ناپل در خانواده‌ای با اصلیت اسپانیایی به دنیا آمد. او حرفه نظامی خود را به عنوان دانش‌آموز آکادمی نظامی تورین آغاز کرد و تبدیل به یک افسر توپخانه شد. او در جنگ ایتالیا-عثمانی به عنوان فرمانده پیاه‌نظام انجام وظیفه کرد. در بحبوحهٔ جنگ جهانی اول، او در راس عملیات نظامی ارتش ایتالیا قرار گرفت؛ البته، در این بین مافوق او ژنرال لویجی کادورنا بود. آرماندو دیاز در ژوئن ۱۹۱۶ با اخذ دو ستاره، به درجه ارتشبد نایل آمد و فرمانده لشکر ۲۳ نیروهای مسلح ایتالیا گردید.
نبرد کاپورتو در اکتبر ۱۹۱۷ میلادی، آسیبی جدی به بدنه ارتش ایتالیا وارد آورد. همزمان با برکناری ژنرال کادورنا، آرماندو دیاز در ۸ نوامبر ۱۹۱۷ به عنوان فرمانده کل قوا برگزیده شد. دیاز ارتش ایتالیا را منسجم کرد و آن را برای مقابله در برابر اتریش-مجارستان آماده کرد. در تابستان ۱۹۱۸ میلادی ارتش تحت فرماندهی دیاز با قدرت توانست در نبرد رود پیاوه به پیروزی برسد و مدتی بعد نیز با پیروزی در نبرد ویتوریو ونتو، به جنگ در جبهه ایتالیا خاتمه دهد.
دیاز که اینک تبدیل به یک قهرمان ملی شده بود، پس از جنگ به عنوان سناتور وارد عرصه سیاست شد. او در ۱۹۲۱ میلادی، توسط شاه ویکتور امانوئل سوم به عنوان پیروزی نایل آمد و در زمان بنیتو موسولینی، به عنوان وزیر جنگ منصوب گردید. او سرانجام در ۱۹۲۸ در رم درگذشت و در کلیسای سانتا ماریا دگلی آنجلی مارتیری به خاک سپرده شد.